# 雫石バイパス
雫石バイパス（しずくいしバイパス）は、岩手県岩手郡雫石町を通る国道46号のバイパス道路である。

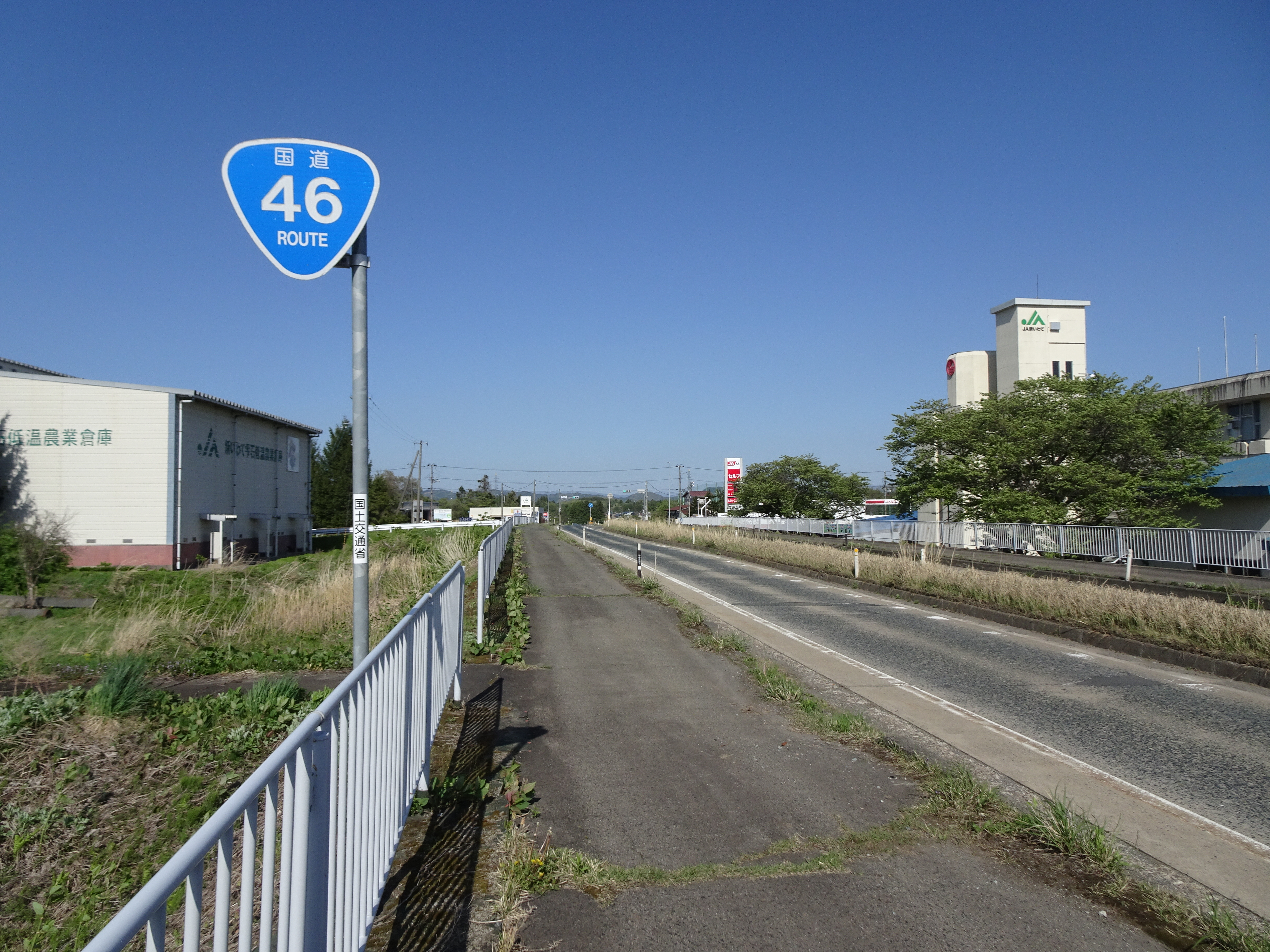
岩手県岩手郡雫石町高前田付近

## 概要
1982年に開通し、旧道は県道1号盛岡横手線、県道212号雫石東八幡平線および町道に格下げされている。
片側1車線の全面コンクリート舗装。一部分離帯・立体交差点あり。

### 路線データ
- 起点：雫石町谷地（岩手県道1号盛岡横手線交点・谷地交差点）
- 終点：雫石町御明神字春木場（JR秋田新幹線・田沢湖線春木場駅西側）→秋田方面のみ接続のハーフインターチェンジ。春木場交差点）

## 地理

### 交差する道路
- 岩手県道212号雫石東八幡平線（雫石町谷地）
- 雫石町道雫石環状線（雫石町御明神・春木場交差点）